# Чаравали (Новолакский район)
Чаравали (чечен. Гӏачалкъа) — село в Новолакском районе Республики Дагестан.
Входит в Новокулинское сельское поселение.

## География
Расположено в Предгорном Дагестане, на р. Ярык-су (бассейн р. Акташ), напротив Новокули, в 18 км к юго-западу от железнодорожной станции Хасавюрт и в 6 км к северу от районного центра Новолакское.

## История
В 1840 году во второй экспедиции генерала Пулло ауховские аулы Ярыксу-Аух и Марезук-юрт были разорены царскими войсками.
На карте Кавказа 1871 года, автором которой является Стрельбицкий аул, разделён на Верхний и Нижний Ярыксуаух.
На сельском кладбище похоронен участник Кавказской войны наиб Байсангур Беноевский.
Существует проект по переселению лакского населения в район Махачкалы, основав там новое село с таким же названием Чаравали и восстановлением Ауховского района.
В селе родился участник Великой Отечественной войны, Герой Советского Союза Ханпаша Нурадилов, в связи с потерей родителей вместе с братьями переехал к родственникам в соседнее село Минай-Тугай.

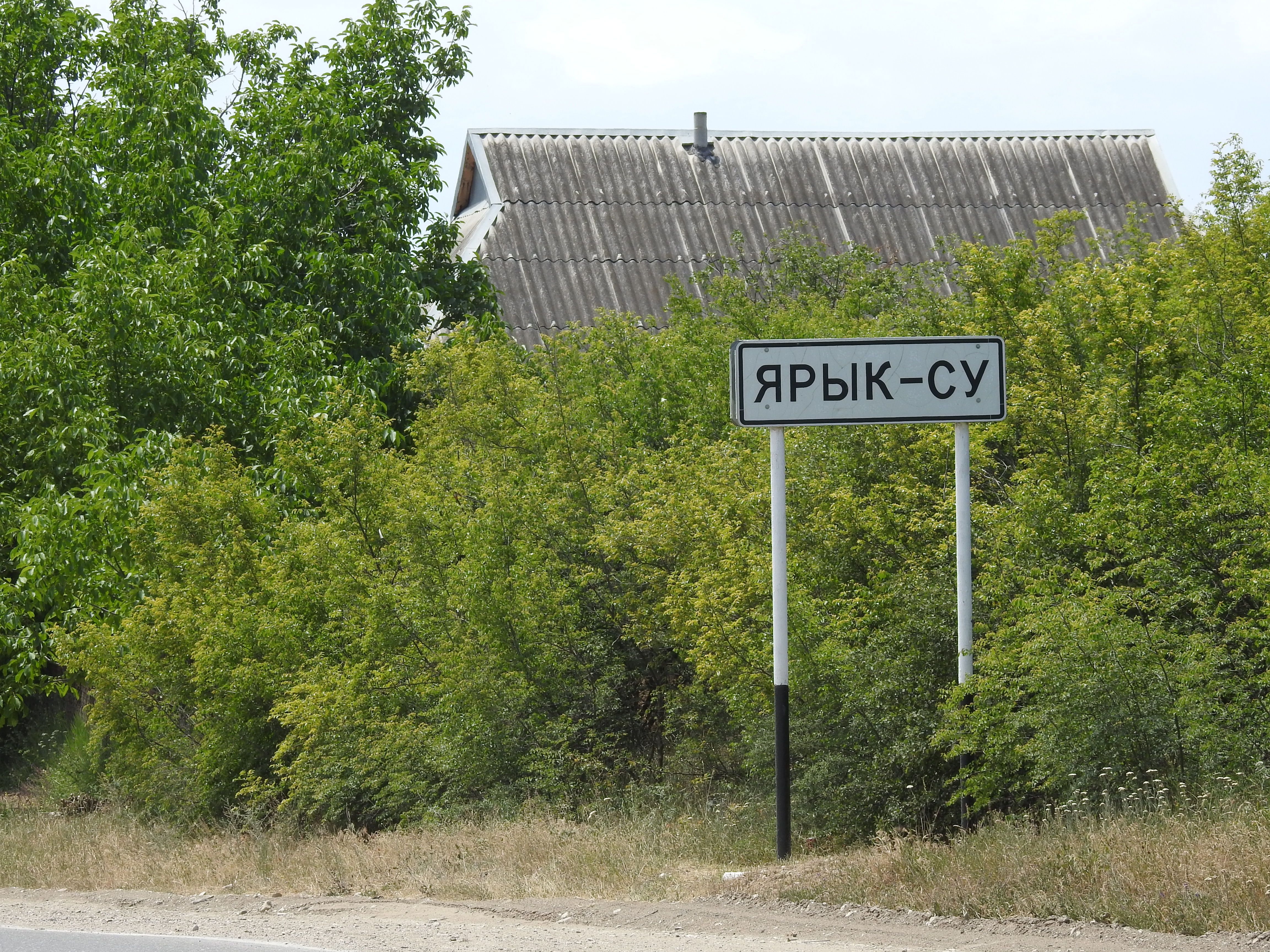
С. Ярык-су

## Население
| 1959 | 1970 | 1984 | 1989 | 2002  | 2010  | 2021  |
| ---- | ---- | ---- | ---- | ----- | ----- | ----- |
| 206  | ↗264 | ↗344 | ↗404 | ↗1230 | ↘1214 | ↗1438 |

Национальный состав по переписи 2002 г.: чеченцы — 82 %.
По данным Всероссийской переписи населения 2010 года:
| № | Национальность | Численность, чел. | Доля |
| - | -------------- | ----------------- | ---- |
| 1 | чеченцы        | 1079              | 89 % |
| 2 | лакцы          | 121               | 10 % |
| 3 | другие         | 79                | 1 %  |

## Образование
- Чаравалинская муниципальная средняя общеобразовательная школа[19].
- Ярыксуауховский детский дом (функционировал с 1945 по 1955 годы)[20].

## Известные уроженцы
- Абакаров Джамал — певец, популярный исполнитель лакской песни[21].
- Сулейман Магомедов — учитель-краевед, автор книги «Дети войны»[22][23].
- Рамазанова Гажар М. — певица, заслуженная артистка Дагестана, популярная исполнительница лакской песни[21].
- Абакаров, Садулла Ибрагимович (1953 г.р.) — советский и российский хирург-стоматолог, лауреат Государственной премии России, дважды лауреат Премии Правительства Российской Федерации, член-корреспондент Российской академии наук (2022).
- Сайтиев Бувайсар Хамидович (1975-2025) - трехкратный олимпийский чемпион по вольной борьбе, шестикратный чемпион мира и Европы по вольной борьбе

## Галерея

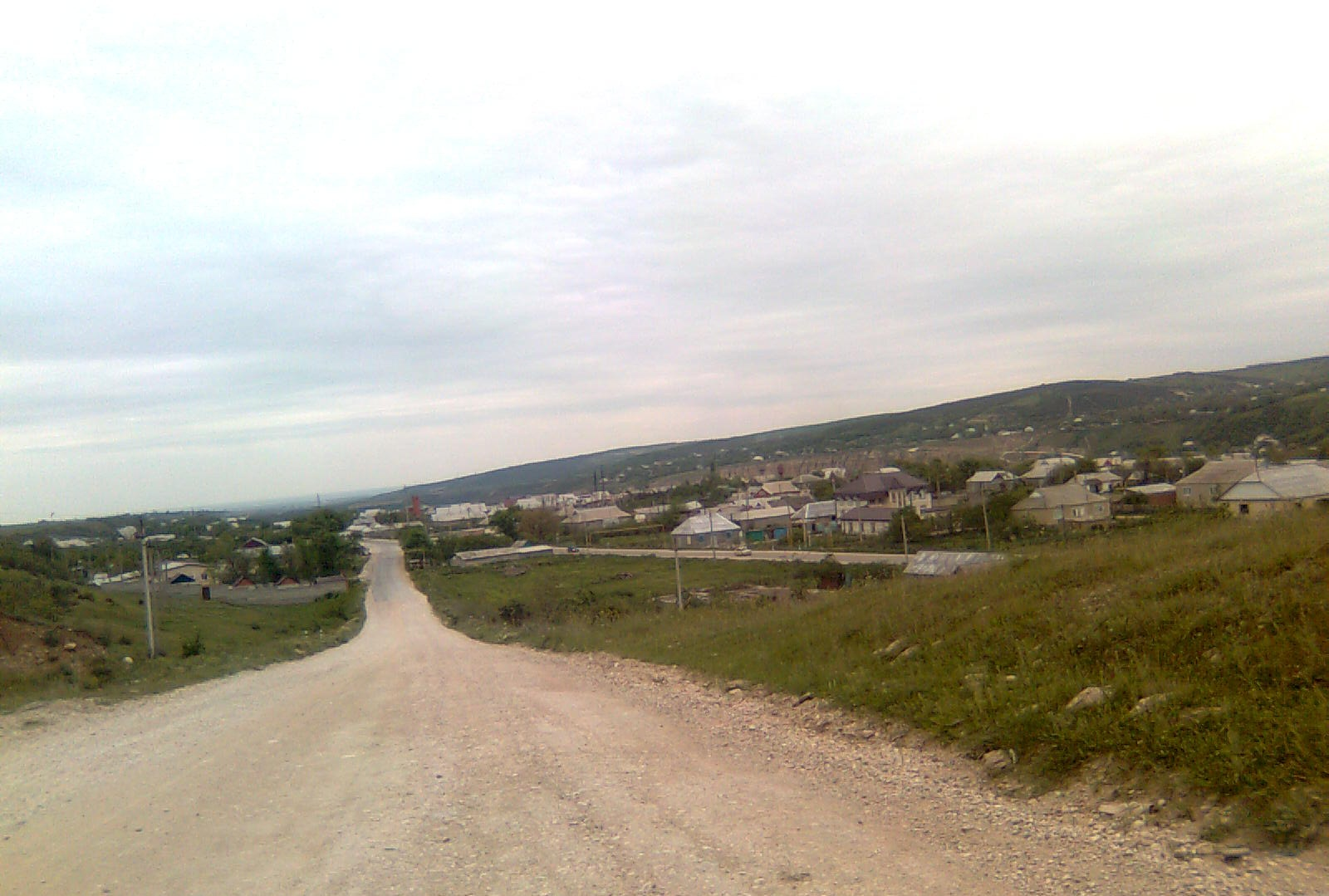
Вид на село Чаравали (Ярыксу-Аух Гачалка)
Памятник жертвам сталинизма чеченцам-аккинцам
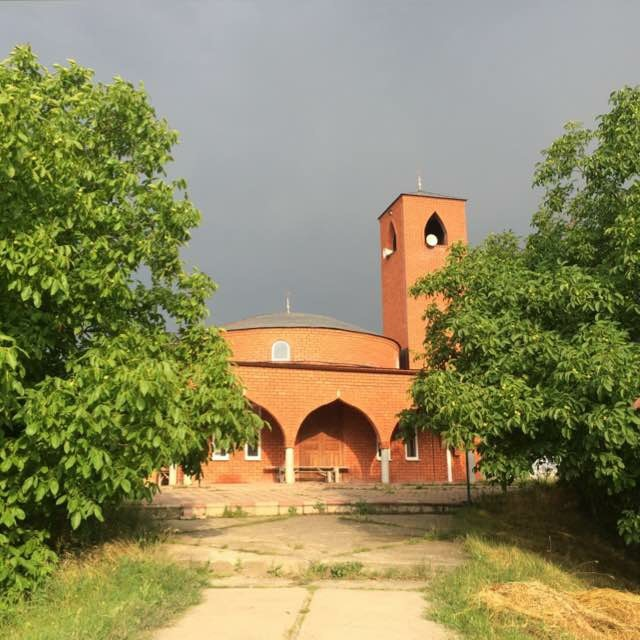
Мечеть в селе Гачалка
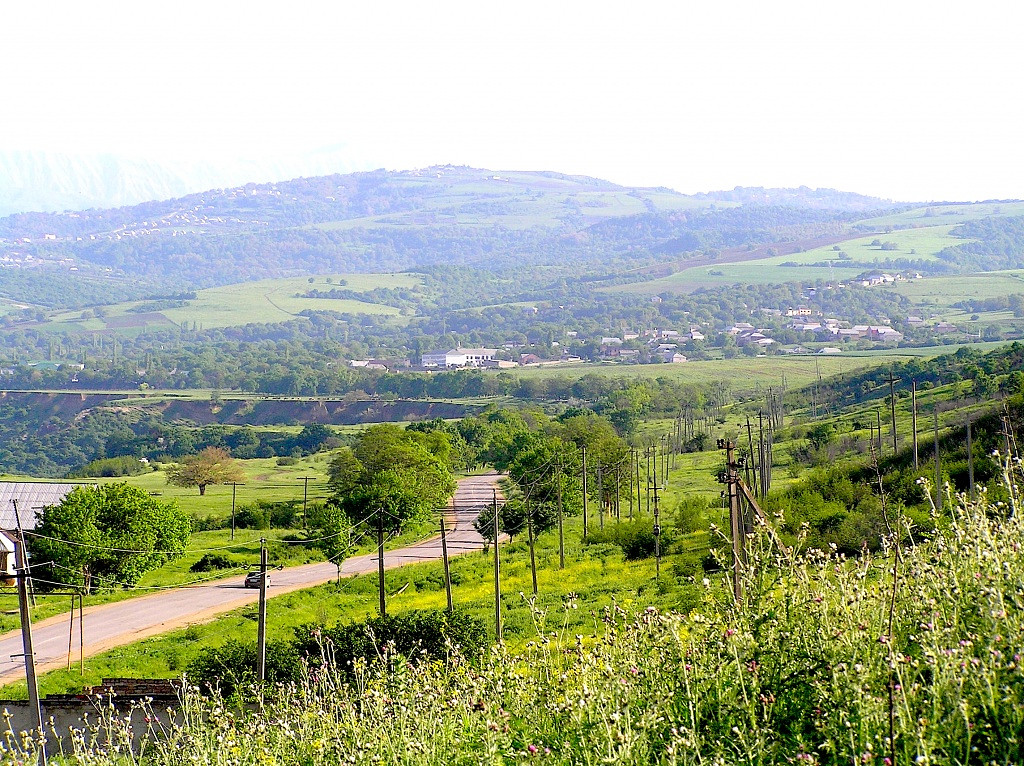
Гачалка (Ярыксу-Аух)